# سوسنوفکا (شهرستان زیلایرسکی، باشقیرستان)
سوسنوفکا (انگلیسی: Sosnovka, Zilairsky District, Republic of Bashkortostan) یک شهرک در شهرستان زیلایرسکی استان باشقیرستان کشور روسیه است.